# Monogamia do emaranhamento
Na física quântica, a "monogamia" do emaranhamento quântico refere-se à propriedade fundamental de que não pode ser livremente compartilhada entre arbitrariamente muitas partes.
Para que dois qubits A e B sejam maximamente emaranhados, eles não devem estar emaranhados com nenhum terceiro qubit C de forma alguma. Mesmo que A e B não estejam maximamente emaranhados, o grau de emaranhamento entre eles limita o grau em que cada um pode estar emaranhado com C. Em plena generalidade, para {\displaystyle n\geq 3} qubits {\displaystyle A_{1},\ldots ,A_{n}}, a monogamia é caracterizada pela desigualdade de Coffman–Kundu–Wootters (CKW), que afirma que
{\displaystyle \sum _{k=2}^{n}\tau (\rho _{A_{1}A_{k}})\leq \tau (\rho _{A_{1}(A_{2}{\ldots }A_{n})})}
onde {\displaystyle \rho _{A_{1}A_{k}}} é a matriz de densidade do subestado consistindo dos qubits {\displaystyle A_{1}} e {\displaystyle A_{k}} e {\displaystyle \tau } é o "emaranhamento", uma quantificação do emaranhamento bipartido igual ao quadrado da concorrência.
Monogamia, que está intimamente relacionada à propriedade de não clonagem, é puramente uma característica das correlações quânticas e não tem análogo clássico. Supondo que duas variáveis aleatórias clássicas X e Y estejam correlacionadas, podemos copiar, ou "clonar", X para criar arbitrariamente muitas variáveis aleatórias que compartilham precisamente a mesma correlação com Y. Se deixarmos X e Y serem estados quânticos emaranhados, então X não pode ser clonado, e esse tipo de resultado "poligâmico" é impossível.
A monogamia do emaranhamento tem amplas implicações para aplicações da mecânica quântica que vão desde a física de buracos negros até a criptografia quântica, onde desempenha um papel crucial na segurança da distribuição de chaves quânticas.

## Prova
A monogamia do emaranhamento bipartido foi estabelecida para sistemas tripartidos em termos de concorrência por Coffman, Kundu e Wootters em 2000. Em 2006, Osborne e Verstraete estenderam esse resultado para o caso multipartido, provando a desigualdade CKW.

## Exemplo
Para ilustrar, considere o estado de três qubits {\displaystyle |\psi \rangle \in (\mathbb {C} ^{2})^{\otimes 3}} composto pelos qubits A, B e C. Suponha que A e B formem um par EPR (maximamente emaranhado). Vamos mostrar que:
{\displaystyle |\psi \rangle =|{\text{EPR}}\rangle _{AB}\otimes |\phi \rangle _{C}}
para algum estado quântico válido {\displaystyle |\phi \rangle _{C}}. Pela definição de emaranhamento, isso implica que C deve estar completamente desemaranhado de A e B.
Quando medidos na base padrão, A e B colapsam nos estados {\displaystyle |00\rangle } e {\displaystyle |11\rangle } com probabilidade {\displaystyle {\frac {1}{2}}} cada. Segue-se que:
{\displaystyle |\psi \rangle =|00\rangle \otimes (\alpha _{0}|0\rangle +\alpha _{1}|1\rangle )+|11\rangle \otimes (\beta _{0}|0\rangle +\beta _{1}|1\rangle )}
para alguns {\displaystyle \alpha _{0},\alpha _{1},\beta _{0},\beta _{1}\in \mathbb {C} } tal que {\displaystyle |\alpha _{0}|^{2}+|\alpha _{1}|^{2}=|\beta _{0}|^{2}+|\beta _{1}|^{2}={\frac {1}{2}}}. Podemos reescrever os estados de A e B em termos de vetores de base diagonal {\displaystyle |+\rangle } e {\displaystyle |-\rangle }:
{\displaystyle |\psi \rangle ={\frac {1}{2}}(|++\rangle +|+-\rangle +|-+\rangle +|--\rangle )\otimes (\alpha _{0}|0\rangle +\alpha _{1}|1\rangle )+{\frac {1}{2}}(|++\rangle -|+-\rangle -|-+\rangle +|--\rangle )\otimes (\beta _{0}|0\rangle +\beta _{1}|1\rangle )}
{\displaystyle ={\frac {1}{2}}(|++\rangle +|--\rangle )\otimes ((\alpha _{0}+\beta _{0})|0\rangle +(\alpha _{1}+\beta _{1})|1\rangle )+{\frac {1}{2}}(|+-\rangle +|-+\rangle )\otimes ((\alpha _{0}-\beta _{0})|0\rangle +(\alpha _{1}-\beta _{1})|1\rangle )}
Por serem maximamente emaranhados, A e B colapsam para um dos dois estados {\displaystyle |++\rangle } ou {\displaystyle |--\rangle } quando medidos na base diagonal. A probabilidade de observar resultados {\displaystyle |+-\rangle } ou {\displaystyle |-+\rangle } é zero. Portanto, de acordo com a equação acima, deve ser o caso de que {\displaystyle \alpha _{0}-\beta _{0}=0} e {\displaystyle \alpha _{1}-\beta _{1}=0}. Segue imediatamente que {\displaystyle \alpha _{0}=\beta _{0}} e {\displaystyle \alpha _{1}=\beta _{1}}. Podemos reescrever nossa expressão para {\displaystyle |\psi \rangle } conforme:
{\displaystyle |\psi \rangle =(|++\rangle +|--\rangle )\otimes (\alpha _{0}|0\rangle +\alpha _{1}|1\rangle )}
{\displaystyle =|{\text{EPR}}\rangle _{AB}\otimes ({\sqrt {2}}\alpha _{0}|0\rangle +{\sqrt {2}}\alpha _{1}|1\rangle )}
{\displaystyle =|{\text{EPR}}\rangle _{AB}\otimes |\phi \rangle _{C}}
Isso mostra que o estado original pode ser escrito como um produto de um estado puro em AB e um estado puro em C, o que significa que o estado EPR nos qubits A e B não está emaranhado com o qubit C.